# Бойчак Іван Яремович
Іва́н Яре́мович Бойча́к (нар. 16 січня 1921, село Піддубці, нині Славутського району Хмельницької області — 27 листопада 1972, Київ) — український літературознавець, літературний критик. Кандидат філологічних наук (1957). Член Спілки письменників України.

## Біографія
Народився 16 січня 1921 року в селі Піддубці (нині Славутського району Хмельницької області) в родині хлібороба. Закінчив Берездівську середню школу.
Працював наваловідбійником на шахті у Ткварчелі.
Із перших днів німецько-радянської війни пішов добровольцем до Червоної армії. Був командиром відділення морської піхоти на Чорноморському військовому флоті. Чотири рази поранено, тяжко контужено. Нагороджено орденом Червоного Прапора та медалями.
1946 року демобілізувався. Довгий час лікувався. Згодом працював у редакції районної газети.
1952 року закінчив філологічний факультет Одеського університету. 1955 року закінчив аспірантуру Інституту літератури імені Тараса Шевченка АН УРСР. 1957 року захистив кандидатську дисертацію.
Багато років завідував відділом критики журналу «Дніпро». Зголом працював старшим редактором прози цього журналу.
1968 року підписав листа 139 українців Леоніду Іллічу Брежнєву з протестом проти судових процесів над молодими інтелектуалами Москви й України .
Помер 27 листопада 1972 року в Києві на 52-му році життя. Похований на Берковецькому кладовищі. На могилі пам'ятник — невисока прямокутна стела із сірого граніту, на якій зроблено напис: «Іван Бойчак. 1921—1972».

## Творчість
Від 1954 року систематично виступав із літературно-критичними статтями в газетах і журналах.
Автор нарису про творчість Павла Усенка — «Поезія комсомольської пристрасті» (1958).
Автор статей про Василя Симоненка, Івана Драча, Миколу Вінграновського та інших письменників. Своєю підтримкою «шістдесятників» викликав невдоволення літературного офіціозу.